# Hermandad de los Gitanos (Sevilla)
La Hermandad de los Gitanos es una cofradía católica de Sevilla, Andalucía, España. Tiene su sede en el santuario de los Gitanos
Su nombre completo es Real, Ilustre y Fervorosa Hermandad Sacramental, Ánimas Benditas y Cofradía de Nazarenos de Nuestro Padre Jesús de la Salud y María Santísima de las Angustias Coronada. Participa en la Semana Santa en Sevilla realizando su estación de penitencia a la catedral de Sevilla la madrugada del Viernes Santo.

## Historia
A finales del siglo XVIII había en Sevilla 1 615 gitanos de los 7 933 que había en Andalucía. Los gitanos se organizaron para crear una cofradía. Las reglas fueron redactadas por Miguel de Varas y Miranda y aprobadas por el arzobispado, con algunas modificaciones, en 1753.
La hermandad solicitó que su sede fuese la iglesia del convento del Espíritu Santo, pero esto fue denegado porque ya estaba destinada a ser sede de la Hermandad de las Tres Caídas, que entonces tenía su sede provisional en la iglesia de Santa Ana. Por ello, se estableció en 1754 en la iglesia del convento de Nuestra Señora del Pópulo, donde destacó en su labor de ayuda en las sacramentaciones que se hacían a extramuros de la ciudad. Con la mediación del hermano Jerónimo del Campo, el general de los mercedarios calzados, Alonso de Monroy, pagó la realización de un almacén para los pasos. El trianero Miguel de Varas pidió prestado a la Hermandad de la Esperanza una serie de enseres, con los que la hermandad pudo hacer su primera estación de penitencia en 1757. Procesionó anualmente hasta 1759, luego en 1761 y 1763, luego de 1766 a 1768 y luego en 1770, 1775, 1777 y 1783. Este último año dejó de procesionar por no haber presentado sus reglas, conforme a lo ordenado, en el Real Consejo de Castilla. Posteriormente la cofradía decayó y, finalmente, presentó sus nuevas reglas al Real Consejo en 1817, siendo aprobadas en 1818. Posteriormente, procesionó en 1819, 1827 y 1829.
Tras la desamortización de 1835 el convento del Pópulo pasó a ser la cárcel de la ciudad. En 1837 pasó a la iglesia de San Esteban. Obtuvo el título de real tras ser recibido como hermano el rey Fernando VII.
En 1860 su sede canónica se trasladó a la iglesia San Nicolás. Al irse de la iglesia de San Esteban dejó una devoción a Jesús de la Salud, por lo que, posteriormente, la Hermandad de San Esteban tuvo como titular a Jesús de la Salud y Buen Viaje.
Posteriormente, se trasladó a la iglesia de San Román en 1880. Realizó una nueva estación de penitencia en 1891, siendo la primera vez que procesionó de madrugada el Viernes Santo.
En el incendio del templo, provocado por grupos anticlericales el 18 de julio de 1936, se destruyeron todas las posesiones de la hermandad. En 1937 hizo estación de penitencia solo con el paso de la Virgen de las Angustias.
Se trasladó a la iglesia de Santa Catalina. Regresó a la iglesia de San Román, ya restaurada, en 1950, uniéndose a la hermandad sacramental de dicha parroquia en 1975. En 1979 adquirió una casa-hermandad.
La Virgen de las Angustias fue coronada en 1988 por el arzobispo Carlos Amigo Vallejo.
En 1993 se trasladó a la iglesia de Santa Catalina por obras de restauración de la iglesia de San Román.
En 1999 se trasladó a la iglesia del antiguo convento del Valle, que se encontraba abandonada por haber sido desamortizada en 1835. En 2007 el templo fue consagrado como santuario de Nuestro Padre Jesús de la Salud y María Santísima de las Angustias Coronada por el cardenal Carlos Amigo Vallejo.
La Hermandad de los Gitanos está hermanada con la Cofradía de Nuestro Padre el Santísimo Cristo de la Vera Cruz, Virgen de la Piedad y Nuestra Señora María Santísima de los Dolores, de Santa Coloma de Gramanet, Barcelona.
También se encuentra hermanada con la Hermandad y Cofradía de Nazarenos del Santísimo Cristo de la Oración y la Caridad en la Conversión del Buen Ladrón, María Santísima de Salud y Consuelo y Nuestra Señora del Rosario de Córdoba
La duquesa de Alba, Cayetana Fitz-James Stuart, ha estado vinculada a la hermandad. Cayetana fue nombrada camarera y hermana de honor. En 2001 se le dio la Medalla de Oro de la hermandad en un acto presidido por el cardenal Amigo Vallejo. Donó un manto burdeos con el escudo ducal para la Virgen en 1997. También contribuyó económicamente al acondicionamiento de la iglesia del antiguo convento del Valle para que fuese el santuario de la hermandad. La duquesa tiene su tumba en este santuario.
En 2002 se hizo hermano de la cofradía el torero Curro Romero.
En enero de 2018 sale elegido José María Flores, nuevo hermano mayor de los Gitanos, con un estrecho margen de votos
El Señor de la Salud fue elegido en el año 2009 para presidir el Vía+Crucis del Consejo de Hermandades y Cofradías. Sin embargo, la lluvia impidió el traslado de la Imagen a la Catedral. El Consejo volvió a designarlo para el año 2020, siendo uno de los más multitudinarios que se recuerdan, celebrado antes del comienzo de la pandemia del Covid-19.
En el mes de octubre de 2023, la hermandad celebró el I Congreso Nacional de Hermandades de los Gitanos de España. Entre los actos, destacó la Salida Extraordinaria de la Virgen de las Angustias en su paso de palio hasta la Catedral de Sevilla, donde presidió la Misa Flamenca de Apertura del Congreso. La imagen salió de su Templo en la tarde del 27 de octubre, regresando a su conclusión en loor de multitudes, hasta entrar en su Santuario bien entrada la madrugada.

## Titulares

### Nuestro Padre Jesús de la Salud

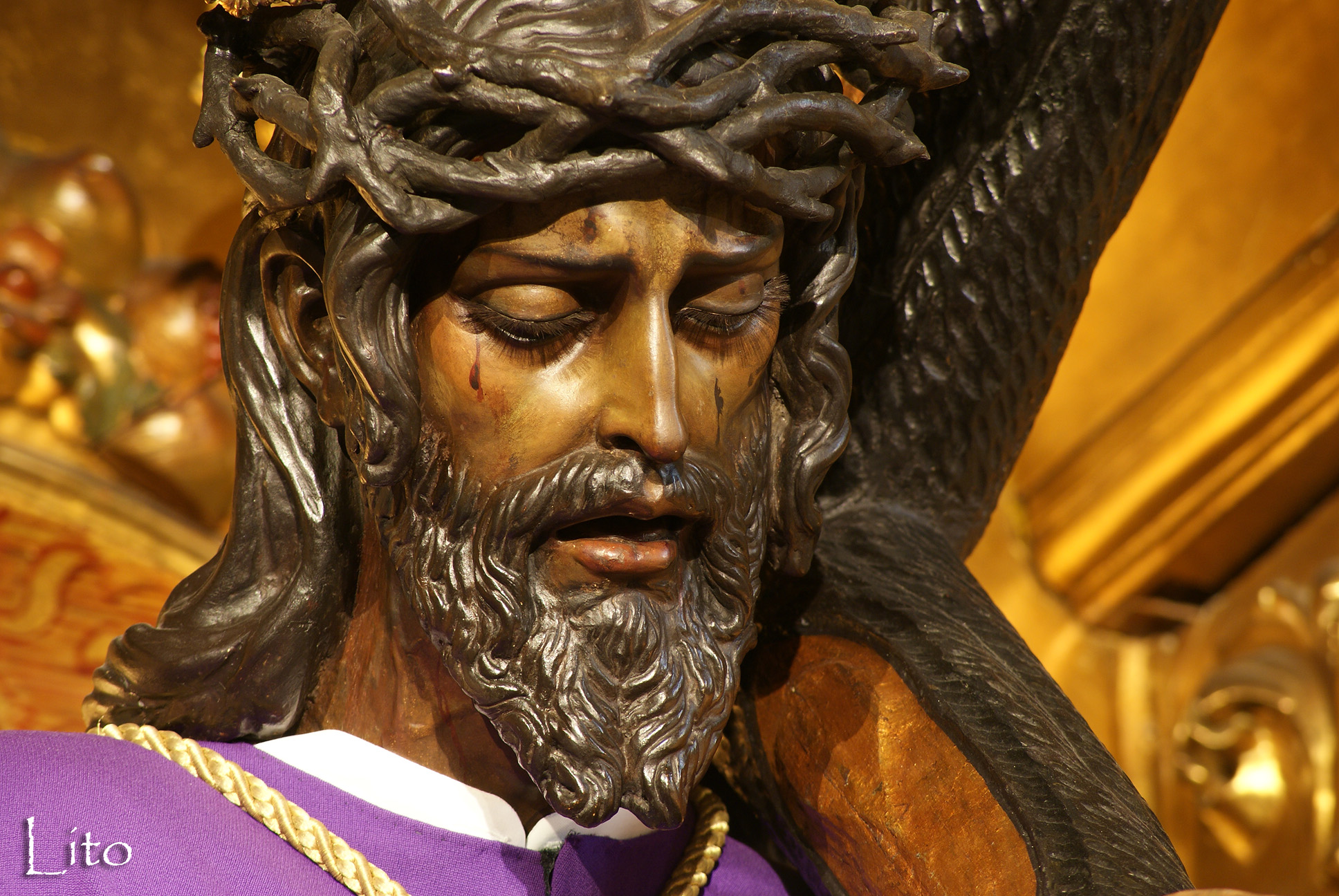
Jesús de la Salud.

El Jesús de la Salud va con la cruz a cuestas. Fue realizado por José Rodríguez y Fernández-Andes en 1938. Sustituye a la antigua imagen de Nuestro Padre Jesús de la Salud, atribuida a José Montes de Oca y destruida en el incendio de la iglesia de San Román.
El paso de Cristo es de estilo neobarroco. Fue diseñado por Antonio Martín Fernández y tallado con la colaboración de Francisco Bailac. Lleva evangelistas en las esquinas, así como ángeles y tarjas de Francisco Buiza González. Tiene cuatro faroles de metal dorado de Manuel de los Ríos. El paso fue dorado en 1979 por Luis Sánchez Jiménez..

### María Santísima de las Angustias Coronada

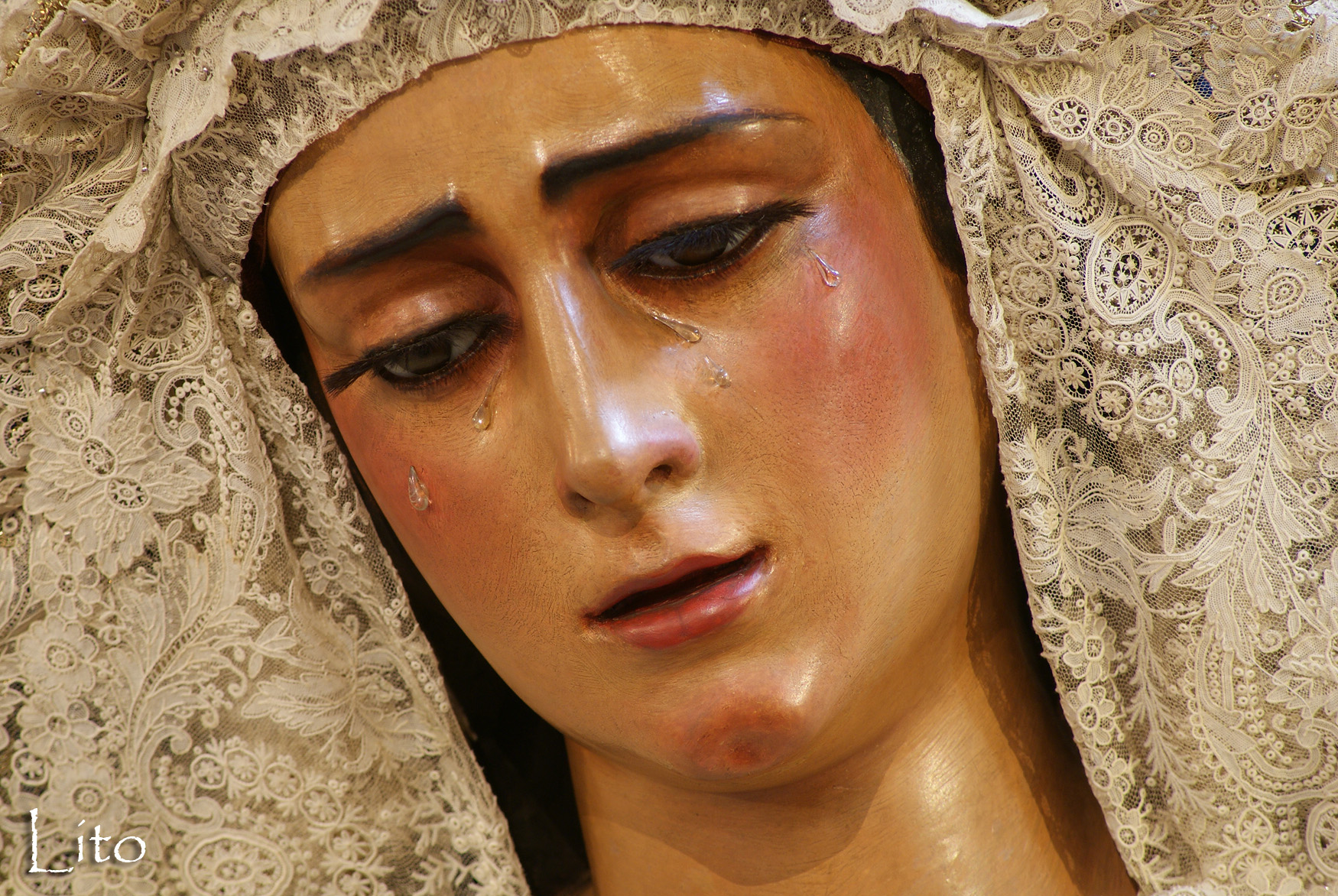
Virgen de las Angustias.

La Virgen de las Angustias fue realizada por José Rodríguez y Fernández-Andes en 1937 y policromada por Juan Balcera. En 1957 fue restaurada por José Paz Vélez, que le realizó nuevas manos. Sustituye a la antigua Virgen de las Angustias, atribuida a Montes de Oca y destruida en el incendio de la iglesia de San Román.
El paso de palio cuenta con una canasta con camarines con santos realizados en 1957 y con varales realizados en 1955 por José Jiménez y Julio Martínez. Las jarras y los ciriales fueron realizados en 1967 por Manuel Seco Velasco. Los candelabros de cola del paso fueron realizados en 1958 por Manuel Román Seco. El palio fue realizado en 1994 por Fernández y Enríquez, reproduciendo el antiguo palio de 1938 diseñado por Ignacio Gómez Millán y realizado por el taller de Caro.
La cofradía cuenta también con un San Juan Evangelista, realizado por José Vázquez Sánchez en 1954.

## Sede
|                                   |
| Convento del Pópulo (1754 - 1835) |

|                                      |
| Iglesia de San Esteban (1837 - 1860) |

|                                              |
| Iglesia de San Nicolás de Bari (1860 - 1880) |

|                                                  |
| Iglesia de San Román (1880 - 1936; 1950 - 1994). |

|                                                      |
| Iglesia de Santa Catalina (1937 - 1950; 1994 - 1999) |

|                                            |
| Santuario de los Gitanos (1999 - presente) |

## Hábito
La túnica de hermandad es blanca, cíngulo y botonadura de terciopelo de color morado, capa blanca y antifaz de terciopelo morado, zapatos negros, guantes blancos.

## Hermandades «gitanas»
Además, existen una serie de hermandades también llamadas "gitanas":
- Hermandad de los Gitanos de Madrid. Su nombre completo es: Hermandad y Cofradía de Nazarenos de Nuestro Padre Jesús de la Salud y María Santísima de las Angustias. Fundada en 1996.
- Hermandad de los Gitanos de Málaga. Su nombre completo es: Excelentísima, Muy Ilustre y Venerable Hermandad y Cofradía de Nazarenos de Nuestro Padre Jesús de la Columna y María Santísima de la O.
- Cofradía de los Gitanos de Granada. Su nombre completo es: Insigne, Pontificia, Real, Colegial y Magistral Cofradía del Santísimo Cristo del Consuelo y María Santísima del Sacromonte.
- Cofradía de los Gitanos de Almuñécar. Su nombre completo es: Cofradía del Santísimo Cristo Atado a la Columna.
- Hermandad de los gitanos de Écija. Su nombre completo es: Real, Muy Antigua y Fervorosa Hermandad del Santísimo Cristo de la Sangre y Nuestra Señora de los Dolores (los gitanos).
- Hermandad de los Gitanos de Córdoba. Su nombre completo es Ilustre y Venerable Hermandad y Cofradía de Nazarenos de Nuestro Padre Jesús de las Penas y María Santísima de la Esperanza (Los Gitanos).
- Hermandad del Cristo de los Gitanos Calpe Su nombre completo es Hermandad El Cristo De los Gitanos El Poderoso.
- Hermandad de los Gitanos de Utrera Su nombre completo es Real, Fervorosa e Ilustre Hermandad de Penitencia del Santísimo Cristo de la Buena Muerte, Nuestra Señora de la Esperanza, Nuestra Señora del Rosario y Beato Ceferino, Mártir.

## Música
Abre el cortejo la Agrupación Musical María Santísima de las Angustias Coronada (Los Gitanos), de la propia hermandad; tras el Nazareno, la Agrupación Musical Nuestro Padre Jesús de la Salud (Los Gitanos), también de la propia hermandad; y tras el palio, la Asociación Musical Nuestra Señora de las Nieves de Olivares.

### Composiciones musicales propias
- Los Gitanos (Manuel Mejías Pérez, 1957)
- Nuestras Señora de las Angustias (Francisco Mena del Rosal, 1959)
- Jesús de la Salud (Pedro Braña Martínez, 1969)
- María Santísima de las Angustias (José Cano)
- Virgen de los Gitanos (José Alberto Francés, 1974)
- Angustias de los Gitanos (Juan Velázquez Sánchez, 1987)
- Madre de los Gitanos Coronada (Abel Moreno Gómez, 1988)
- Cristo de los Gitanos (Ginés Sánchez Torres, 1990)
- Arrorró –Reina de San Román (Ginés Sánchez Torres, 1991)
- Angustias de la Madrugá (Vicente Muñoz García, 1997)
- Amanecer Gitano (Luis Manuel Mejías Navarro, 1999)
- Salve Angustias (Francisco del Toro Zamora, 2002)
- Undebel (Miguel A. Lanzarote Fernández, 2003)
- Mi Madrugá (Jorge Valera 2003)
- Andando y con Sentimiento (Ángel Manuel Cebrero y F. del Toro 2003)
- Madrugá de los Gitanos (Jorge Manuel Gómez y Juan José Puntas, 2003)
- Canela y Clavo (Alberto Miras Páez, 2006)
- Angustias (Javier Calvo Gaviño, 2006)
- Caminando van por tientos... en la Madrugá (Miguel Ángel Font, 2006)
- Gitano de Sevilla (Paco Lola 2006)
- Angustias y Salud (J. Luis Del Valle 1996)
- Ángeles Morenos (J. Luis Del Valle 2000)
- La Saeta (Antonio Machado / Joan Manuel Serrat)
- Madrugá de Canela y Clavo
- Reconciliación Gitana (Mario Infante)
- Sentimiento Gitano
- Nazareno y Gitano (Pascual González)
- En este valle de Angustias (J. Luis Del Valle)
- Al dios moreno (A. Manuel Cebrero)
- Al señor de la salud (F. Javier Cebrero Miranda)
- Señor de la madrugá (A. Manuel Cebrero)
- María Stma. de las angustias (A. Manuel Cebrero)
- Tu Salud es mi Salvación (Manuel López-Quiroga Miquel Adapt. Miguel Á. Font)
- Angustias de Sevilla (Jacinto Manuel Rojas Guisado, 2010)
- A mi Morena Gitana (Miguel A. Lanzarote Fernández, 2010)
- En tu angustia (Oscar Javier Ruiz, 2005)
- Al alba (Jorge Valera Ledo, 2005)
- Aniversario Gitano (Manuel Pineda Diaz, 2005)
- Enmanuel (A. Manuel Cebrero Miranda)
- Mi Cristo de Bronce (José M. Reina y Pedro M. Pacheco)
- La voz rota (Bienvenido y Carlos Puelles, 2009)
- Guiándote en La Madrugá (Javier Cebrero Arias,2010)
- Señor de San Román (Emilio Muñoz Serna, 1993)
- Señor de Los Gitanos, "Plaza de San Román" (Emilio Muñoz Serna)
- Angustias de los Gitanos (Emilio Muñoz Serna)
- Madrugá Gitana (Emilio Muñoz Serna)
- Cristo de los Gitanos (Antonio Velasco Rodríguez, 1988)
- Lágrimas y Angustias (Antonio Velasco Rodríguez, 1986)
- Salud de San Román (Francisco del Toro Zamora, 1989)
- Al Rey de los Gitanos (Pedro Manuel Pacheco Palomo, 2011)
- Consuelo Gitano (Antonio Velasco Rodríguez) (Aunque muy vinculada con esta hermandad, no está dedicada a ella, está dedicada al Cristo del Consuelo de Granada)
- Cuando me aleje de Ti (Oscar J. Ruiz y Miguel A. Lanzarote, 2012)
- Al Mejor de los nacidos (Miguel A. Lanzarote Fernández, 2012)
- Cristo errante (David Peña Dorantes, 2012)
- Costaleros Gitanos (Pedro Manuel Pacheco Palomo, 2013)
- Esencia Gitana (Sergio Torrijos, 2013)
- Sones flamencos de la Madruga (Miguel A. Lanzarote Fernández, 2013)
- La Virgen de la Mantilla (Pedro Manuel Pacheco Palomo , 2013 con motivo del XXV aniversario de la coronación de la Dolorosa)
- Mi Ángel de la Madrugá (Javier Cebrero Arias, 2014)
- Al pasar por Dueñas (Pedro Manuel Pacheco Palomo, 2015)
- Jesús de la Salud (José Domingo del Castillo Matías, 2015)
- Salud te pido, Señor (José Manuel Ortega León con arreglos de Pedro Pacheco, 2015)

## Paso por la carrera oficial
| Predecesor: Esperanza de Triana | Orden de entrada en carrera oficial (La Madrugá) 6º lugar | Sucesor: La Carretería (Viernes Santo) |